# Eneida
A Eneida (Aeneis em latim) é um poema épico latino escrito por Virgílio no século I a.C. Conta a saga de Eneias, um troiano que é salvo dos gregos em Troia, viaja errante pelo Mediterrâneo até chegar à península Itálica. Seu destino era ser o ancestral de todos os romanos.

## Uma epopeia por encomenda

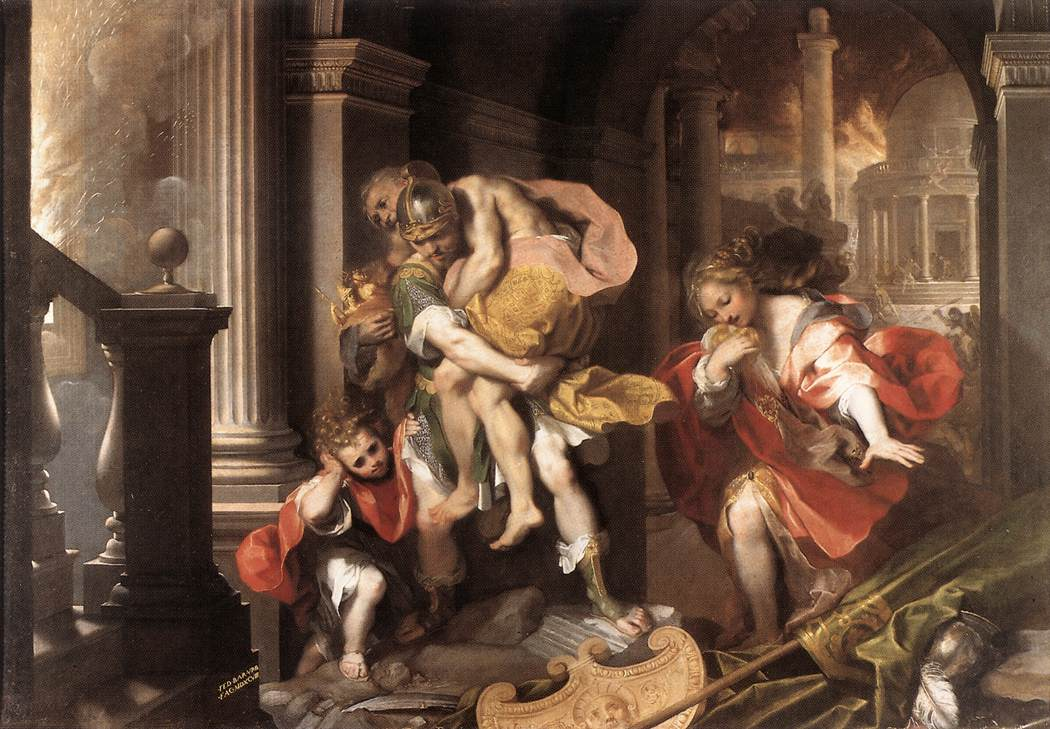
Eneias abandona Troia em chamas
Federico Barocci, 1598, Galleria Borghese, Roma

Virgílio já era ilustre pelas suas Bucólicas (37 a.C.), um poema pastoril, e Geórgicas (30 a.C.), um poema agrícola. Então, o imperador Augusto encomendou-lhe a composição de um poema épico que cantasse a glória e o poder do Império Romano. Um poema que rivalizasse e quiçá superasse Homero, e também que cantasse, indiretamente, a grandeza de césar Augusto. Assim Virgílio elaborou um trabalho que, além de labor linguístico e conteúdo poético, é também propaganda política.
Muitos dos episódios na Eneida, que narra um tempo mítico, têm uma correspondência síncrona com a atualidade de Augusto. Por exemplo o escudo de Eneias, simbolizando a Batalha de Áccio, quando Otaviano derrotou Marco Antônio em 31 a.C. e a previsão de Anquises, no Hades, sobre as glórias de Marcelo, filho de Otávia, irmã do imperador.
Virgílio terminou de escrever Eneida em 19 a.C. A obra estava "completa" mas ainda não estava "pronta" segundo o seu criador. Virgílio gostaria ainda de visitar os lugares que apareciam no poema e revisar os versos dos cantos finais. Mas adoeceu e, às portas da morte, pediu a dois amigos que queimassem a obra por não estar ainda "perfeita". O grande poema, já conhecido de alguns amigos coevos, não foi destruído - para nossa felicidade e fortuna literária. Sem a epopeia virgiliana, não haveria Orlando Furioso, O Paraíso Perdido, Os Lusíadas, dentre outros grandes clássicos da literatura mundial.

## Ambição de Virgílio
Virgílio, ao escrever esta epopeia, inspirou-se em Homero (Imitatio), tentando superá-lo: Virgílio empenhou-se em fazer da Eneida o poema mais perfeito de todos os tempos. De certa forma, a primeira metade (seis primeiros cantos) da Eneida tenta superar a Odisseia, enquanto a segunda tenta superar a Ilíada. A primeira metade é um poema de viagem e a segunda um poema bélico.

## Personagens
Há dois tipos de personagens na Eneida: os "humanos" e os "deuses". Há uma espécie de terceira entidade que é a do Fatum (Fado, destino) que nem os deuses podem obliterar.

### Humanos

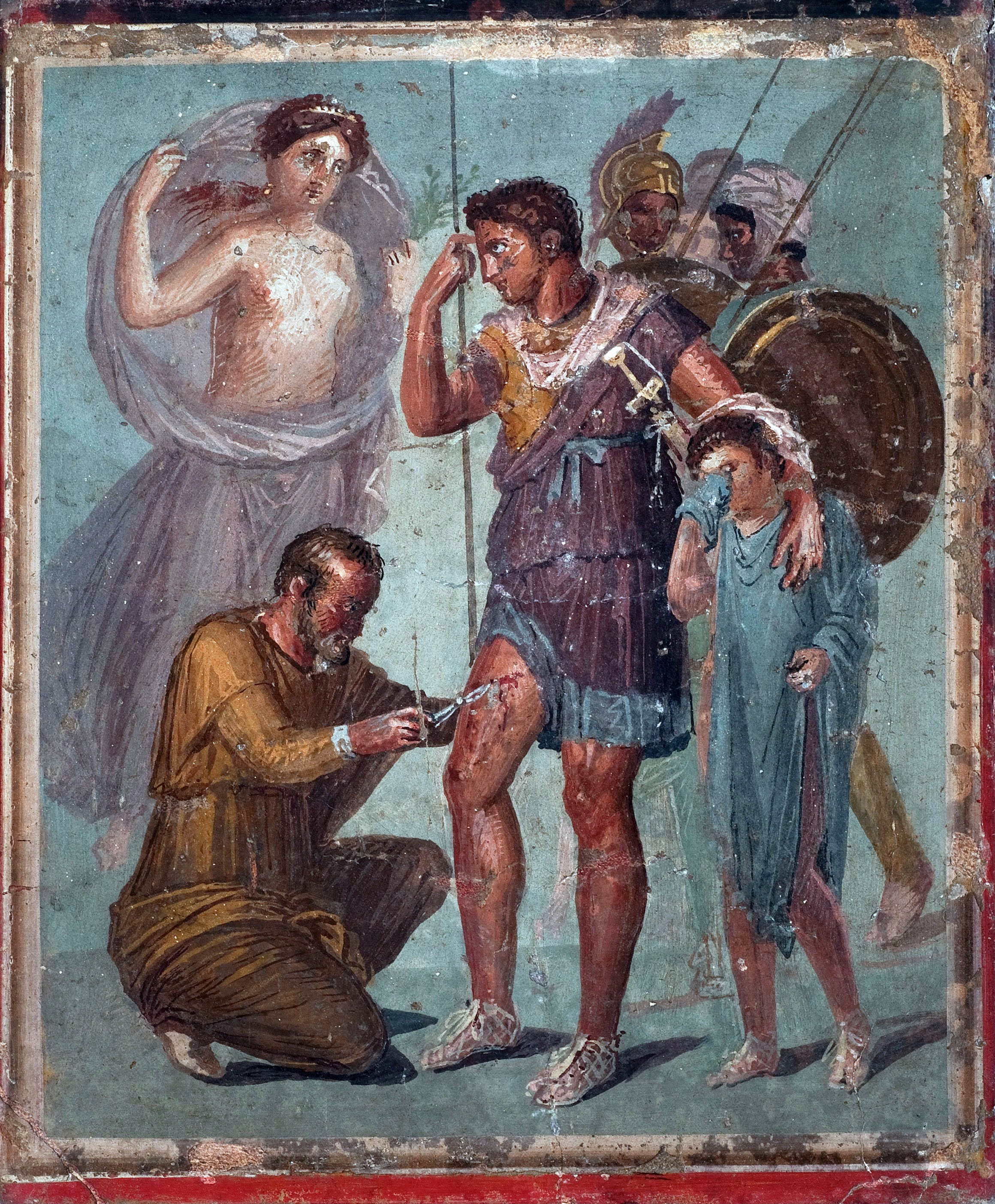
Eneias ferido por uma flecha, curado pelo médico Iapige, com o filho Ascânio e assistido por Vênus
Pintura em parede, século I a.C., Pompeia, atualmente no Museu Arqueológico Nacional de Nápoles

A Eneida tem doze capítulos — a metade do número de capítulos da Odisseia.
- Anquises — pai de Eneias
- Ascânio — filho de Eneias e de Creusa
- Creusa (filha de Príamo) — esposa de Eneias
- Dido — rainha de Cartago
- Evandro — ancião
- Eneias — troiano, sobrevivente à Guerra de Troia
- Turno — rei latino, inimigo de Eneias em Itália

### Deuses
- Apolo — deus do Sol, da profecia, da poesia, das artes, da música, da cura, da justiça, da lei, da ordem, do tiro ao alvo e da peste
- Éolo — deus dos ventos
- Juno — mulher de Júpiter, opositor de Eneias
- Júpiter — rei dos deuses
- Mercúrio — deus mensageiro
- Neptuno — deus dos mares
- Vénus — deusa do amor e da beleza, coadjuvante de Eneias

## Tempo da diegese
O tempo da diegese, ou seja, dos acontecimentos narrados, ocorre imediatamente após a queda da cidade de Troia, portanto a Eneida dá continuidade à Ilíada de Homero. Se a Odisseia narra as aventuras de um grego, de Ulisses (ou Odisseus), que tenta voltar para a sua casa e para a sua família, a Eneida narra as aventuras de um troiano que, depois da destruição de Troia, foge com a sua família. A sua fuga dá-se por mar. Eneias procura um sítio para fundar uma nova cidade.

## Tempo do discurso
Quando o texto começa, a aventura de Eneias já se iniciou (a narrativa começa in medias res, isto é, a meio da acção). O herói naufraga ao largo de Cartago (a actual Tunes) e vai ter com a rainha Dido. Conta-lhe as suas viagens até ao momento em que se encontra. Esse é um processo de analepse (em inglês, flashback). A partir do quarto capítulo, o tempo da diegese é contemporâneo ao da narração do poema, ou seja os acontecimentos são narrados como se estivessem acontecendo no presente.

## Capítulos ou cantos
Entretanto, o céu começa a misturar-se com grande ruído; segue-se uma tempestade com granizo misturado, e, dispersando-se por toda a parte, os companheiros Cartagineses e a juventude troiana e o neto dardânio de Vénus, com medo, procuraram abrigos espalhados pelos campos; as torrentes precipitam-se das montanhas.Original (em latim): Interea magno misceri murmure caelum
incipit; insequitur commixta grandine nimbus,
et Tyrii comites passim et Troiana iuuentus
Dardaniusque nepos Veneris diuersa per agros
tecta metu petiere; ruunt de montibus amnes.— Vergílio, Eneida, IV, vv. 160-164 (Virgil. Eclogues, Georgics, Aeneid, I-VI), H. R. Fairclough (trad.), Cambridge, Massachusetts, Harvard University Press, 2006, p. 432. (em latim)

### I - Eneias naufraga ao largo de Cartago
Depois de partir da Sicília, Eneias é arrastado por uma tempestade que o faz naufragar. Eneias observa a cidade. Ele que vem de Troia que fora totalmente arrasada e que tem por missão fundar uma nova cidade. É recebido por Dido, rainha de Cartago. Comove-se ao ver os afrescos nas paredes que narram a guerra de Troia. Dido começa a apaixonar-se por Eneias.

### II- Eneias narra a Dido o último dia de Troia
Dido solicita a Eneias que lhe relate a queda da lendária cidade de Troia. Ele conta o célebre episódio do Cavalo de Troia. E conta como se deu a batalha durante a noite. Como o incêndio começou a devorar a cidade. No desespero, Eneias decide lutar até morrer. Vênus, sua mãe, aparece e lhe diz: "vai procurar o teu pai, a tua mulher e teu filho e abandona a cidade".
A cidade é tomada pelos gregos. Eneias procura sua mulher, Creusa, gritando pelas ruas à sua procura. Encontra o espectro dela. Com muita ternura o fantasma de Creusa diz-lhe uma profecia: "que ele irá ter muitos infortúnios mas acabará por conseguir fundar uma nova cidade".
Eneias consegue fugir com o seu pai às cavalitas e com o seu filho pela mão.

### III- Eneias narra a Dido as suas viagens rumo à Itália
Eneias continua a contar a Dido as suas peripécias para chegar à península Itálica, até aportar em Cartago temporária e acidentalmente. Conta a sua escala na Trácia e em Creta. A chegada a Epiro e à Sicília. Conta também seu encontro com Andrômaca (viúva de Heitor) e como faleceu o seu pai Anquises.

### IV- Os amores de Dido e seu fim trágico

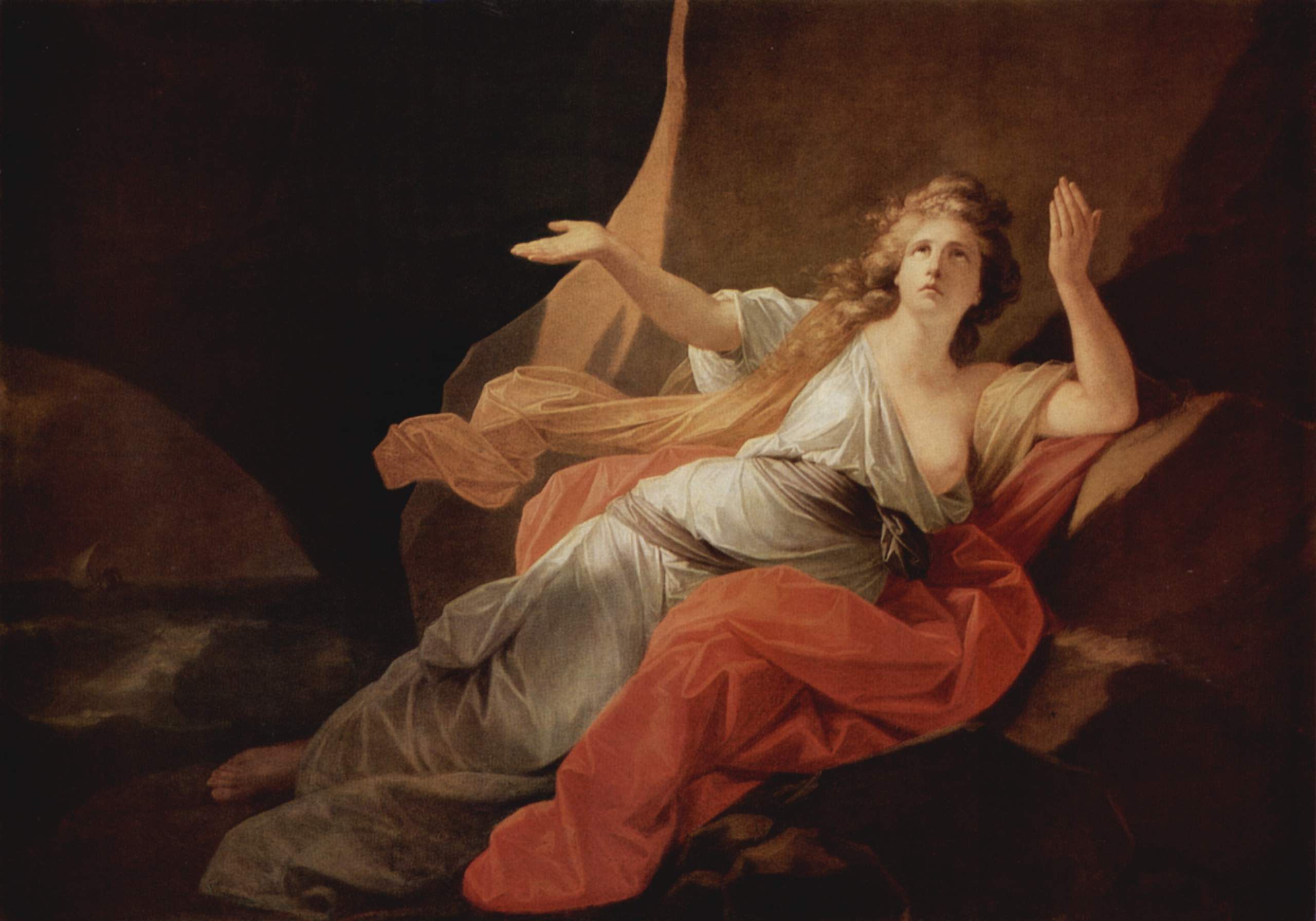
Morte de Dido
Heinrich Friedrich Füger, 1792, Hermitage, São Petersburgo

A rainha Dido, segundo a Eneida de Virgílio, após ouvir a narração do fim de Troia e das viagens e peripécias de Eneias, influenciada por Vênus, deusa do amor e mãe de Eneias, vê-se completamente apaixonada pelo herói. Ela convida os troianos (Eneias e seus companheiros) para uma caçada. No meio de uma tempestade, abrigados em uma caverna, Dido e Eneias se amam. Entretanto Júpiter envia Mercúrio a Eneias para lhe lembrar que seu destino é encontrar o Lácio e fundar uma nova cidade que substitua a cidade de Troia destruída e que governe as demais cidades do mundo. Eneias tenta sair de Cartago sem que Dido se aperceba. Sentindo-se abandonada, enganada e vilipendiada, furiosa e ensandecida pelo amor não retribuído, ela se suicida enquanto partem os navios troianos e Eneias ainda pôde ver a fumaça da pira funérea saindo de seu palácio.

### V- Os jogos fúnebres
Eneias aporta à Sicília e decide realizar jogos fúnebres em honra de seu pai Anquises. Já se passou um ano desde que este morreu.
(Este capítulo é importante para quem estuda a antropologia dos romanos porque dá indicações de como eles se relacionavam com a morte.)

### VI- Descida de Eneias ao Mundo dos Mortos

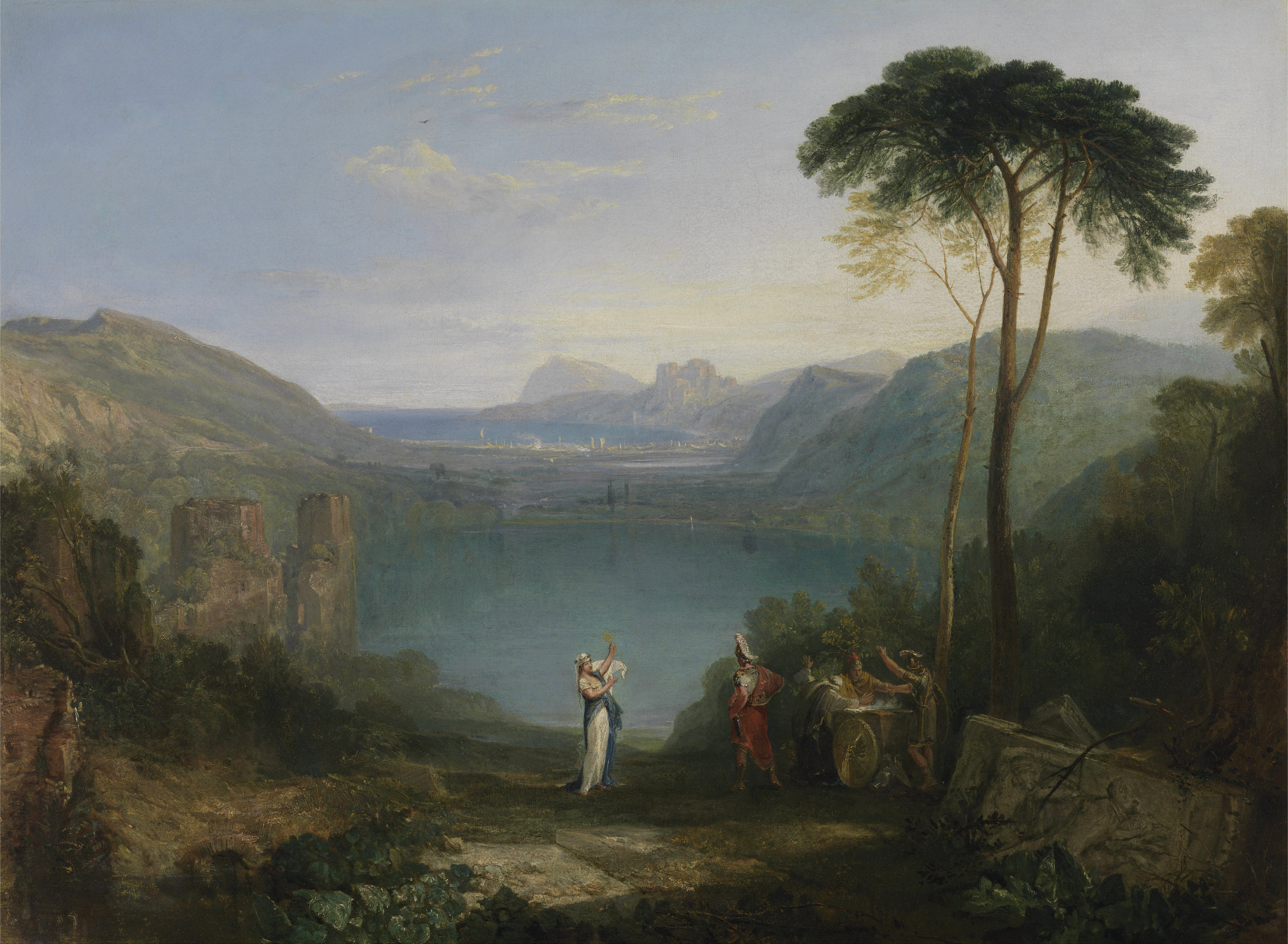
Eneias e a sibila de Cumas
William Turner

Este é um dos episódios mais famosos da Eneida. Depois de Eneias ter partido da Sicília fez escala em Cumas. Nesse local consulta uma sacerdotisa (uma sibila — antes o termo era empregado como nome próprio e com o tempo passou a ser usado como comum para todas aquelas que servissem a um deus) de Apolo. Ele tem um desejo intenso (em sonhos seu pai o havia conclamado a fazê-lo) de falar uma última vez com seu pai para lhe pedir conselho sobre a viagem. Obtém permissão de descer ao mundo dos mortos (este episódio faz lembrar outras descidas famosas ao mundo dos mortos: o episódio de Orfeu e Eurídice, a nekya de Odisseu, no canto XI da Odisseia. No mundo dos mortos vê vários espectros. Um deles o de Dido que, ladeada por seu primeiro esposo, não lhe responde.
O seu pai Anquises dá-lhe importantes informações sobre a sua viagem e faz uma longa profecia sobre o futuro glorioso de Roma.

### VII- Chegada ao Lácio
(Latium (Lácio), província romana onde Roma se situará).
Após a atribulada viagem de Enéias, este finalmente chega à Itália. Ao chegar, se encontra com Latino, rei do Lácio, ao qual pede abrigo e hospitalidade. O rei recebe Eneias e oferece-lhe a mão de sua filha única, Lavínia, herdeira do trono. Turno, rei dos rútulos apaixonado pela princesa, opõe-se à união. Juno aparece em um sonho de Turno e instiga-o a guerrear contra Eneias.

### VIII- Evandro. Descrição do escudo de Eneias
O canto VIII começa com o rio Tibre a falar com Eneias, que lhe diz que deverá fazer aliança com Evandro e o seu povo. Eneias e os troianos são recebidos por Evandro com um banquete de consagração a Hércules, Evandro conta a história do monstro Caco. Evandro leva Eneias a uma visita guiada, mostrando-lhe a cidade. Vénus suplica armas a Vulcano, seu marido. Vulcano forja então o escudo de Eneias (remetendo-nos para o episódio do escudo de Aquiles, da Ilíada de Homero). Um relâmpago dá o sinal das armas de Eneias. Palante, filho de Evandro vai então para a guerra com Eneias. Evandro suplica aos deuses que não permitam que o seu filho morra. Vénus leva as armas a Eneias. É-nos dada a descrição do escudo de Eneias, e o troiano aparece como vencedor da batalha de Áccio.

### IX- Ataque ao acampamento troiano
Turno aproveita a ausência de Eneias e assalta o seu acampamento. Episódio admirável de amizade entre Euríalo e Niso. Turno entra na cidade pelo portão, e luta até ao rio Tibre, para o qual é forçado a saltar ainda armado, e nada até ao seu acampamento.

### X- Façanhas e morte de Palante
Júpiter convoca um concílio dos deuses. Aquando do retorno de Eneias, há uma batalha sangrenta. Turno mata Palante.

### XII- Combate de Eneias e de Turno. Vitória de Eneias
Turno desafia Eneias para um combate singular. Os termos são aceites, mas Juturna provoca um tumulto entre os latinos, e Eneias é ferido. Vénus o cura de forma milagrosa, e Turno é forçado a duelar; o poema conclui com a morte deste.

## Simbologias da Eneida

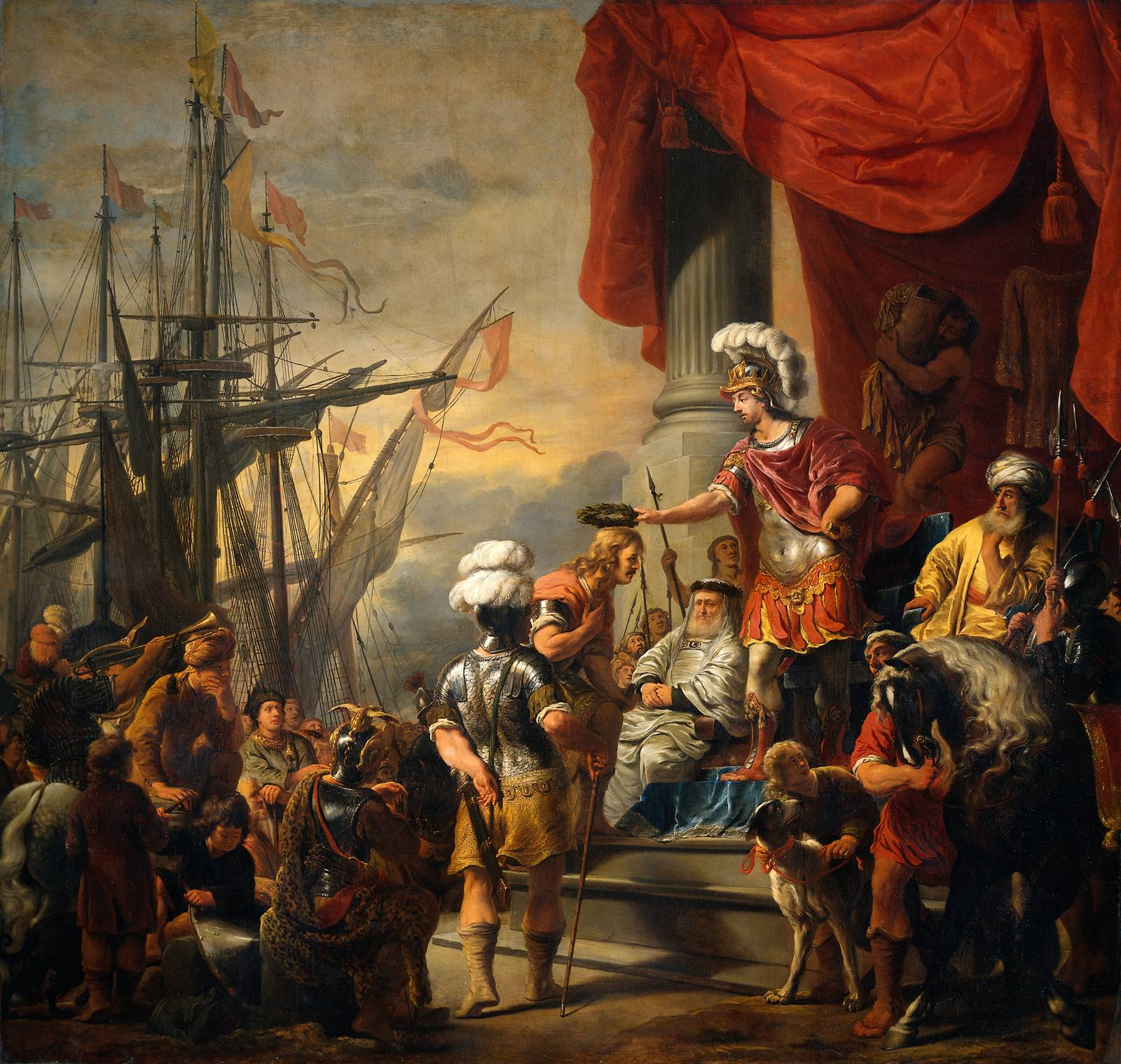
Eneias na corte de Latino
Óleo em tela de Ferdinand Bol, 1661-1663 ca, Rijksmuseum, Amsterdam

A Eneida simboliza o poder do Império Romano, sob o comando de Augusto.
Dido simboliza o poder de Cartago, rival de Roma, que seria por esta destruída na Terceira Guerra Púnica. Dido também simboliza Cleópatra, rainha do Egipto, que se tinha aliado a um general romano, Marco António, para resistir a Roma. Marco António e Cleópatra foram derrotados na batalha de Áccio, ao largo do delta do Nilo e o Egito transformado em província romana. Dido simboliza assim a mulher misteriosa e sedutora do Oriente, que resiste ao poder romano mas que por ele é submetida. Por metonímia simboliza todo o Médio Oriente e Norte de África, que foram as últimas terras a serem conquistadas pelo Império Romano.
Turno simboliza os antecedentes latinos da "raça" romana, enquanto Eneias simboliza os antecedentes troianos (que são ficcionais). Eneias é uma personagem que permite dar a Roma uma ascendência mítica, juntando-se assim ao mito da fundação de Roma por Rómulo e Remo.

## Repercussões literárias da Eneida
Dante Alighieri, no seu famoso episódio da descida aos infernos, é levado pela mão de Virgílio para ver os mesmos.
Luís de Camões inspira-se directamente neste grande épico romano para escrever os seus Os Lusíadas.
A CAPCOM inspira-se no autor para criar a personagem Vergil do jogo, Devil May Cry. E posteriormente em 2012 no jogo Resident Evil Revelations pode-se encontrar várias referências ao livro, além de citações diretas e ainda é possível ver um dos personagens a ler o livro.
Sêneca cita frequentemente Virgílio em seus textos, especialmente em suas Cartas a Lucílio. 

## Traduções
- Commons
- Wikisource

Em verso, há as seguintes traduções da Eneida:
A Eneida de P. Vergílio Marão traduzida do latim em verso solto português por Leonel da Costa Lusitano, de 1638. Composta em decassílabos não rimados, não chegou a ser impressa nem publicada. O manuscrito autógrafo está hoje na Biblioteca Nacional de Portugal, mas pertenceu ao poeta árcade e tradutor de poesia grega e latina Antônio Ribeiro dos Santos (o árcade "Elpino Duriense").
Os primeiros versos desta tradução de Leonel da Costa:
As armas e o Varão insigne canto,
Que sendo fugitivo, pelo fado,
Primeiro das regiões da antiga Troia
Chegou à Itália e praias de Lavino;
Ele nas terras foi mui perseguido
E por força dos Deuses no mar alto,
Por amor do furor lembrado sempre
Da fera Juno: também muitas cousas
Sofreu na guerra, até que edificasse
A Cidade e metesse em Lácio os Deuses,
Donde procede a geração Latina,
Donde os Padres Albanos e altos muros
Da famosa, soberba e altiva Roma.

Eneida portuguesa, de João Franco Barreto, composta em oitava-rima, primeira a ser publicada: os seis primeiros livros em 1664, os seis restantes em 1670 na Officina de Antonio Vicente da Silva. Foi republicada em Lisboa em 1981 em coedição da Imprensa Nacional e a Casa da Moeda, com introdução, notas, atualização e estabelecimento do texto de Justino Mendes de Almeida.
Primeira oitava desta tradução, de influência camoniana:
As armas e o varão canto, piedoso,
Que primeiro de Troia desterrado
A Itália trouxe o Fado poderoso,
E às praias de Lavino veio armado;
Aquele que, no golfo tempestuoso
E nas terras, foi muito contrastado,
Por violência dos Deuses e excessiva
Lembrada ira de Juno vingativa.

Eneida de Publio Virgílio Maram traduzida e ilustrada por Cândido Lusitano (alcunha árcade de Francisco José Freire). Composta entre 1769 e 1770 em decassílabos não rimados, permanece inédita e pode ser consultada na Academia das Ciências de Lisboa.

Eneidas de Virgílio em verso livre, de Luís Ferraz de Novais, publicadas em Lisboa em 1790 pela Officina de Fellipe José de França e Liz ("Eneidas" referem-se a "livros da Eneida", e "verso livre" significa "verso sem rima", não "verso sem metro").

Eneida de António José de Lima Leitão, que integra os dois volumes finais do Monumento à elevação da Colônia do Brazil a Reino e o estabelecimento do Tríplice Império Luso. As obras de Publio Virgilio Maro, em três volumes impressos e publicados no Rio de Janeiro pela Typographia Real em 1818. Composta em decassílabos não rimados, é a primeira impressa no Brasil.

Eneida, traduzida por José Victorino Barreto Feio (os oito primeiros livros) e José Maria da Costa e Silva, que completou o livro IX aproveitando todos os fragmentos do espólio de Barreto Feio, acrescentando o que faltava, e traduziu os demais (X, XI e XII). Composta em decassílabos não rimados, foi impressa entre 1845 e 1857, pela Imprensa Nacional de Lisboa (livros I a VIII) e pela Tipografia do Panorama (livros IX a XII). organizada por Paulo Sérgio de Vasconcellos, foi republicada no Brasil em 2004, pela editora Martins Fontes, de São Paulo.

Eneida brasileira, de Odorico Mendes, em decassílabos não rimados, cuja primeira edição é de 1854. É a primeira tradução feita por um brasileiro. Uma segunda edição, com alterações feitas pelo tradutor, foi publica em 1858 (integrando o Virgílio brasileiro: tradução completa dos
três grandes poemas de Virgilio). As duas versões foram republicadas no Brasil: a de 1854, com estabelecimento do texto de Luiz Alberto Machado Cabral, pela Editora da Unicamp e Ateliê Editorial em 2005; e a de 1858, com organização de Paulo Sérgio de Vasconcellos, pela Editora da Unicamp em 2008, em edição bilíngue.
Eis os versos iniciais (da primeira edição):
"Eu, que entoava na delgada
avena
Rudes canções, e egresso das florestas,
Fiz que as vizinhas lavras contentassem
A avidez do colono, empresa grata
aos aldeãos, de Marte ora as horríveis
armas canto, e o varão que, lá de Troia
Prófugo, à Itália e de Lavino às praias
Trouxe-o primeiro o fado. Em mar e em terra
Muito o agitou violenta mão suprema,
E o lembrado rancor da seva Juno;
Muito em guerras sofreu, na Ausônia quando
Funda a cidade e lhe introduz os deuses:
Donde a nação latina e albanos padres,
e os muros vêm da sublimada Roma."

Eneida, vertida pelo médico português João Félix Pereira, em decassílabos não rimados. Publicada em 1879 pela Typographia da Bibliotheca Universal, de Lisboa.

Eneida de Vergilio lida hoje, do português Coelho de Carvalho, impressa pela Livraria Ferreira Editora, de Lisboa, em 1908. Tradução em decassílabos, em oitava-rima.

Eneida, de Carlos Alberto Nunes, lançada em 1981 por ocasião do bimilenário da morte de Virgílio, por A Montanha Edições. Foi republicada em 2014, em edição bilíngue, com
organização, apresentação e notas de João Angelo Oliva Neto, pela Editora 34, de São Paulo. É a primeira – e única – tradução em português feita em hexâmetros, resultando num verso de dezesseis sílabas poéticas, cujo ritmo é a sequência de seis grupos ("pés") de sílabas, sendo cada um composto por uma sílaba tônica seguida de duas átonas (o sexto grupo, em geral, com uma tônica e apenas uma átona), no seguinte esquema: ó o o | ó o o | ó o o | ó o o | ó o o | ó o (o). Há, ainda, a ocorrência de cesura (isto é, uma pequena pausa no interior do verso), que pode ser uma (no meio no do verso), ou duas (dividindo o verso em três partes).
Eis os versos iniciais:
"[Eu sou aquele
que outrora || canções
modulei ao compasso
da doce avena e, || saindo das selvas,
|| os campos vizinhos
a obedecer obriguei || à avidez do
colono remisso,
nas gratas fainas da terra: o||ra os
feitos horrendos de Marte]
As armas canto e o varão || que, fugindo
das plagas de Troia
por injunções do Destino, ins||talou-se
na Itália primeiro
e de Lavínio nas praias. || A impulso
dos deuses por muito
tempo nos mares e em terras || vagou
sob as iras de Juno,
guerras sem fim sustentou || para as bases
lançar da cidade
e ao Lácio os deuses trazer || - o começo
da gente latina,
dos pais albanos primevos
|| e os muros de Roma
altanados."
Eneida do português Agostinho da Silva. Integra as Obras de Virgílio, que incluem Bucólicas e Geórgicas, todas em decassílabos não rimados. A edição é de 1993, publicada pelo Círculo de Leitores, em Lisboa.
Eis os versos iniciais:
"Sou eu aquele que em passado
tempo
meu canto confiei à frágil frauta
e levei a que campos meus vizinhos
ao desejo do dono obedecessem,
que bom trato agradasse ao camponês.
Sou eu agora quem celebra em canto,
nos horrores das armas de Marvote,
o varão que primeiro veio de Troia
à nossa Itália, às praias de Lavínia,
em fuga obedecendo a seu destino,
bem batido por mares e por terras,
pela divina força dos de cima
e por ira tenaz da crua Juno,
tanto sofrendo em guerra até fundar
a cidade que é sua, até trazer
ao Lácio os deuses, e, daí provinda,
a raça dos Latinos, avós de Alba,
depois muralhas da famosa
Roma." 

Em prosa, publicaram-se as traduções de Tassilo Orpheu Spalding, Jaime Bruna e David Jardim Jr.

Em 2003 foi publicada em Lisboa uma tradução em prosa, pela editora Bertrand, feita por professores da Faculdade de Letras de Lisboa e coordenada pelo Professor Luís Manuel Gaspar Cerqueira, que é a versão utilizada em todas as universidades portuguesas, contando já com quatro edições em 2011.
Em 2023, a editora brasileira 7 Selo, publicou a tradução da Eneida feita pelo Português Carlos Ascenso André.

## AEneidana arte
- Histórias de Eneias (Carracci) (1585-86 - 1593), da família Carracci, no Palazzo Fava, Bolonha
- Histórias de Eneias (Mitelli) (1663), de Giuseppe Maria Mitelli